# Arturo Alfonso Schomburg
Arturo Alfonso Schomburg (Santurce, 24 de enero de 1874 - Brooklyn, 10 de junio de 1938) fue un historiador, escritor, coleccionista y activista. Fue autor de muchos libros de investigación sobre la comunidad diaspórica negra. Schomburg era un afroborinqueño, un puertorriqueño de ascendencia africana y alemana. 
Establecido en la ciudad de Nueva York, comenzó a investigar y difundir los aportes culturales y sociales de los afrolatinoamericanos y afroamericanos. Fue una figura intelectual importante en el Renacimiento de Harlem, colaborando con W.E.B. Dubois, Alain Locke y Charles S. Johnson y servía como mentor de Langston Hughes, Claude McKay, entre otros.
A lo largo de los años, recopiló literatura, arte, narrativas de esclavos y otros materiales de la historia africana, que fueron adquiridos para convertirse en la base del Centro Schomburg para la Investigación de la Cultura Negra, nombrado en su honor, en la Biblioteca Pública de Nueva York (NYPL) sucursal en Harlem.

## Primeros años
Schomburg nació en el pueblo de Santurce en la Capitanía General de Puerto Rico, hijo de María Josefa, una partera negra nacida libre de la isla de Santa Cruz (Indias Occidentales Danesas, hoy Islas Vírgenes), y Carlos Federico Schomburg, un comerciante e hijo de un inmigrante alemán en Puerto Rico. Fue bautizado católico con el nombre de Arturo Alfonso en la Iglesia de San Francisco de Asís en Santurce, San Juan. 
Mientras Schomburg estaba en la escuela primaria, uno de sus maestros afirmó que los negros no tenían historia, héroes ni logros. Decidido a demostrar que el maestro estaba equivocado, Schomburg se interesó por encontrar y documentar los logros de los africanos en su continente así como en la diáspora. 
Schomburg se educó en el Instituto Popular de San Juan, donde aprendió sobre las técnicas de la imprenta. Después, pasó una temporada en la isla de Santo Tomás (Indias Occidentales Danesas, hoy Islas Vírgenes), con su tío abuelo. En el St. Thomas College estudió sobre la literatura escrita por personas negras. Tras acabar sus estudios, se mudó a la ciudad de Nueva York (1891), donde desarrolló su faceta de investigador y activista. 

## Matrimonio y familia
El 30 de junio de 1895, Schomburg se casó con Elizabeth Hatcher de Staunton, Virginia . Hatcher había llegado a Nueva York como parte de una ola de migración afroestadounidense proveniente de los estados meridionales. Este patrón de desplazamiento interno aumentaría al comienzo del siglo XX, conocida como la Gran Migración. La pareja tuvo tres hijos: Máximo Gómez (llamado así por el líder militar dominicano de la lucha cubana por la independencia); Arthur Alfonso, Jr. y Kingsley Guarionex Schomburg (llamado así por Guarionex, un reconocido cacique de los taínos ). 
Tras la muerte de Hatcher en 1900, Schomburg se casó con Elizabeth Morrow Taylor, proveniente de Williamsburg, una aldea en el condado de Rockingham, Carolina del Norte . Se casaron el 17 de marzo de 1902 y tuvieron dos hijos: Reginald Stanton y Nathaniel José Schomburg.  Después de la muerte de Elizabeth Morrow Taylor, Schomburg se casó con Elizabeth Green, con quien tuvo tres hijos más. 

## Carrera laboral
Cumplidos los 17 años, Schomburg se mudó a la ciudad de Nueva York el 17 de abril de 1891, donde vivió junto a nacionalistas puertorriqueños y cubanos en la parte baja de la Segunda Avenida. Ya en Harlem acuñó el término afroborinqueño, para designarse como latino de ascendencia africana. 
En 1896, Schomburg empezó a enseñar español en la ciudad de Nueva York. De 1901 a 1906, Schomburg trabajó como mensajero y empleado en el bufete de abogados Pryor, Mellis and Harris, en la misma ciudad. En 1906, emprendió una duradera relación laboral con la organización banquera Bankers Trust Company, donde, por su conocimiento de tres idiomas (español, inglés y francés), llegó a desempeñarse como supervisor de la Sección de Correo del Caribe y América Latina, cargo que ocupó hasta que se retiró en el año 1929.
Mientras que trabajaba para proveer a su familia, Schomburg emprendió en paralelo un trabajo intelectual que le llevó a escribir sobre la historia caribeña y afroamericana. Su primer artículo conocido, "Is Hayti Decadent?", se publicó en 1904 en The Unique Advertiser . En 1909 escribió Plácido, un mártir cubano, un breve folleto sobre el poeta y luchador independentista Gabriel de la Concepción Valdés . 

## Activismo
Al llegar a la ciudad de Nueva York, se integró en la comunidad puertorriqueña y estrechó relación con los trabajadores cigarreros radicales e intelectuales nacionalistas cubanos. En esa etapa, a partir de 1892, cofundó y fue secretario de un club nacionalista revolucionario que tomaba su nombre de Cuba y Puerto Rico: “Las Dos Antillas.” El club político estaba encaminado a defender la independencia de las posesiones españolas.   El club existió hasta conseguir sus objetivos en 1898.  Asimismo, fue miembro del Comité Revolucionario de Puerto Rico. Entre sus demandas, defendía la independencia de Puerto Rico y Cuba de la Corona española. Tanto Schomburg como el resto de activistas de ese momento discutieron de temas relacionados como el suministro de armas, los útiles médicos y la ayuda financiera que necesitaban ambos movimientos independentistas.  
Mientras que en la última década del sigño XIX el movimiento independentista puertorriqueño pasaba por altibajos debido a los conflictos nacionales, raciales y sociales, Schomburg se integró en la vida pública afroamericana a través de actividades masónicas. Estrechó relaciones con los Masones de Prince Hall, grupo multiétnico y panafricanista integrado por afroamericanos de clase media.
En la primera década del siglo XX, Schomburg mantuvo relaciones con varios activistas negros y mestizos en los dos nuevos estados liberados, con miras a establecer una alianza internacional de intelectuales negros, con sede en Harlem. Sus escritos y sus acciones revelan un activismo que pasó del nacionalismo antillano al internacionalismo racial, como se ve en su compromiso por recabar información sobre los aportes negros a la sociedad global.

## La Sociedad Negra para la Investigación Histórica
En 1911, Schomburg cofundó con John Edward Bruce la Sociedad Negra para la Investigación Histórica, a fin de establecer un instituto que apoyara los esfuerzos académicos. Por primera vez, pusieron en diálogo a académicos africanos, antillanos y afroamericanos. En 1914, Schomburg se unió a la prestigiosa American Negro Academy, convirtiéndose en el quinto y último presidente de la organización (1920-1928). Fundada en Washington D. C. en 1897, esta primera gran sociedad científica afroamericana reunió a académicos, editores y activistas para refutar la erudición racista, promover las reclamaciones de los negros a la igualdad individual, social y política, y publicar la historia y la sociología de la vida afroamericana. 
Este fue un período en el que se fundaron varias sociedades para fomentar el conocimiento de la historia afroamericana. En 1915, el Dr. Carter G. Woodson cofundó la Asociación para el Estudio de la Vida y la Historia de los Negros (ahora llamada Asociación para el Estudio de la Vida y la Historia de los Afroamericanos ) y comenzó a publicar el Journal of Negro History .
Schomburg se involucró en el movimiento Renacimiento de Harlem, que se extendió a otras comunidades afroamericanas en los EE. UU. Debido a la Gran Migración, hubo un notable reagrupamiento de personas negras en Harlem, provenientes de todo Estados Unidos y el Caribe. Esto condujo a un destacado florecimiento de movimientos artísticos, intelectuales y políticos. Schomburg fue coeditor de la edición de 1912 de la Enciclopedia de la raza de color de Daniel Alexander Payne Murray . Más tarde se desilusionó con el Renacimiento de Harlem porque sentía que ya no quedaban más revolucionarios dentro del nutrido grupo. Le dijo a la antóloga Nancy Cunard que ella "no debería esperar encontrar nada revolucionario o crítico en los escritos de estos tipos sometidos... han sido comprados y pagados por gente blanca". 
En el año 1916, Schomburg publicó la que fue la primera bibliografía notable de la poesía afroamericana, A Bibliographical Checklist of American Negro Poetry . 
En marzo de 1925, Schomburg publicó su ensayo "El negro desentierra su pasado" ("The Negro Digs Up His Past") en un número de Survey Graphic dedicado a la vida intelectual de Harlem. En este artículo Schomburg propone sentar las bases para una refutación intelectual del racismo.La publicación tuvo una amplia distribución e influencia. El historiador autodidacta John Henrik Clarke dijo que se sintió tan inspirado por este ensayo que con solo 17 años dejó su casa en Columbus, Georgia para buscar a Schomburg y así continuar sus estudios de historia africana. Alain Locke incluyó el artículo en su colección editada The New Negro . 

## La colección Schomburg de literatura y arte negros
Originalmente guardada y catalogada en su casa de Brooklyn, la biblioteca y el archivo personal de Schomburg alcanzó una notable colección que había acumulado con los años de investigación, incluyendo libros y revistas, obras de arte, manuscritos, libros raros, narrativas de esclavos y otros artefactos de la historia negra. Entre ellos, se encuentran los tres capítulos faltantes de “La autobiografía de Malcolm X”, que fueron eliminados de su manuscrito después de su muerte en 1965. La Biblioteca Pública de Nueva York y la bibliotecaria de la sucursal de la calle 135, Ernestine Rose, adquirieron esta colección en 1926 por 10.000 dólares, con la ayuda de la Carnegie Corporation.  Esta compra marcaría el comienzo de la transformación de la sucursal de la calle 135 en el Centro Schomburg. Designaron a Schomburg curador de la Colección Schomburg de Literatura y Arte Negros, nombrada en su honor. Más tarde pasó a llamarse Centro Arthur Schomburg para la Investigación de la Cultura Negra. 
En 1929, el presidente de la Universidad Fisk , Charles S. Johnson, invitó a Schomburg a curar la Colección Negra en la biblioteca de Fisk en Nashville, Tennessee . Colaboró en el diseño arquitectónico contribuyendo a la construcción de una sala de lectura y un espacio de consulta directa. Al final del mandato de Schomburg en Fisk, había ampliado la colección de la biblioteca de 106 artículos a 4.600.  Durante 1932 Schomburg viajó a Cuba, donde conoció a varios artistas y escritores cubanos y adquirió más material para sus estudios.
El Men's Business Club de Nueva York le concedió una membresía honoraria por su trabajo desempeñado. También ocupó el cargo de tesorero de los Hijos Leales de África (Loyal Sons of Africa) en Nueva York. Asimismo, fue honrado como Gran Secretario de la Gran Logia Prince Hall de Nueva York y se desempeñó como editor asociado del Masonic Quarterly Review tras servir como secretario y maestro de la logia Sol de Cuba.

## Últimos años
Después de una cirugía dental, Schomburg enfermó y murió en el Madison Park Hospital de Brooklyn, Nueva York, el 10 de junio de 1938.   Está enterrado en la sección Locust Grove del cementerio Cypress Hills.

## Legado
Para la década de 1920, la colección personal de Schomburg comprendía una colección abundante de objetos de arte, periódicos, libros raros y antiguos, manuscritos, narrativas de esclavos y otros artefactos de la historia negra. Tras la adquisición de su colección por parte de la Biblioteca de Nueva York, Schomburg pudo financiarse nuevos viajes a España, Francia, Alemania e Inglaterra, en busca de nuevas piezas de la historia negra para agregar a la colección.  
Su legado sigue vivo. En 2002, el académico Molefi Kete Asante nombró a Schomburg en su lista de los 100 afroamericanos más grandes.
Para honrar a Schomburg, Hampshire College otorga una beca basada en el mérito de $30,000 en su nombre para estudiantes que "demuestren un sólido desempeño académico y liderazgo en Hampshire College y en la comunidad".
La Facultad de Artes y Ciencias de la Universidad de Buffalo también tiene una beca que lleva el nombre de Schomburg. 
El trabajo de Arturo Alfonso Schomburg sirvió de inspiración tanto para puertorriqueños como para latinos y afroamericanos. Durante el Renacimiento de Harlem, Zora Neale Hurston y otros habían utilizado los materiales de Schomburg.  La transmisión del gran aporte que los afrolatinoamericanos y afroamericanos han hecho a la sociedad, ayudó a continuar el trabajo y a las generaciones futuras en el movimiento por los derechos civiles.
En 2020, el Servicio Postal de los Estados Unidos presentó a Schomburg en un sello postal como parte de la serie sobre el Renacimiento de Harlem. 